# Ľubomír Višňovský
Ľubomír Višňovský, född 11 augusti 1976 i Topoľčany, Tjeckoslovakien, är en slovakisk före detta professionell ishockeyspelare. Han har spelat ett flertal säsonger för New York Islanders och Los Angeles Kings samt en kortare period i Edmonton Oilers och i Anaheim Ducks. Višňovský räknades som en av Slovakiens absolut bästa backar då han blev utnämnd till landets bästa defensiva spelare totalt sex gånger.

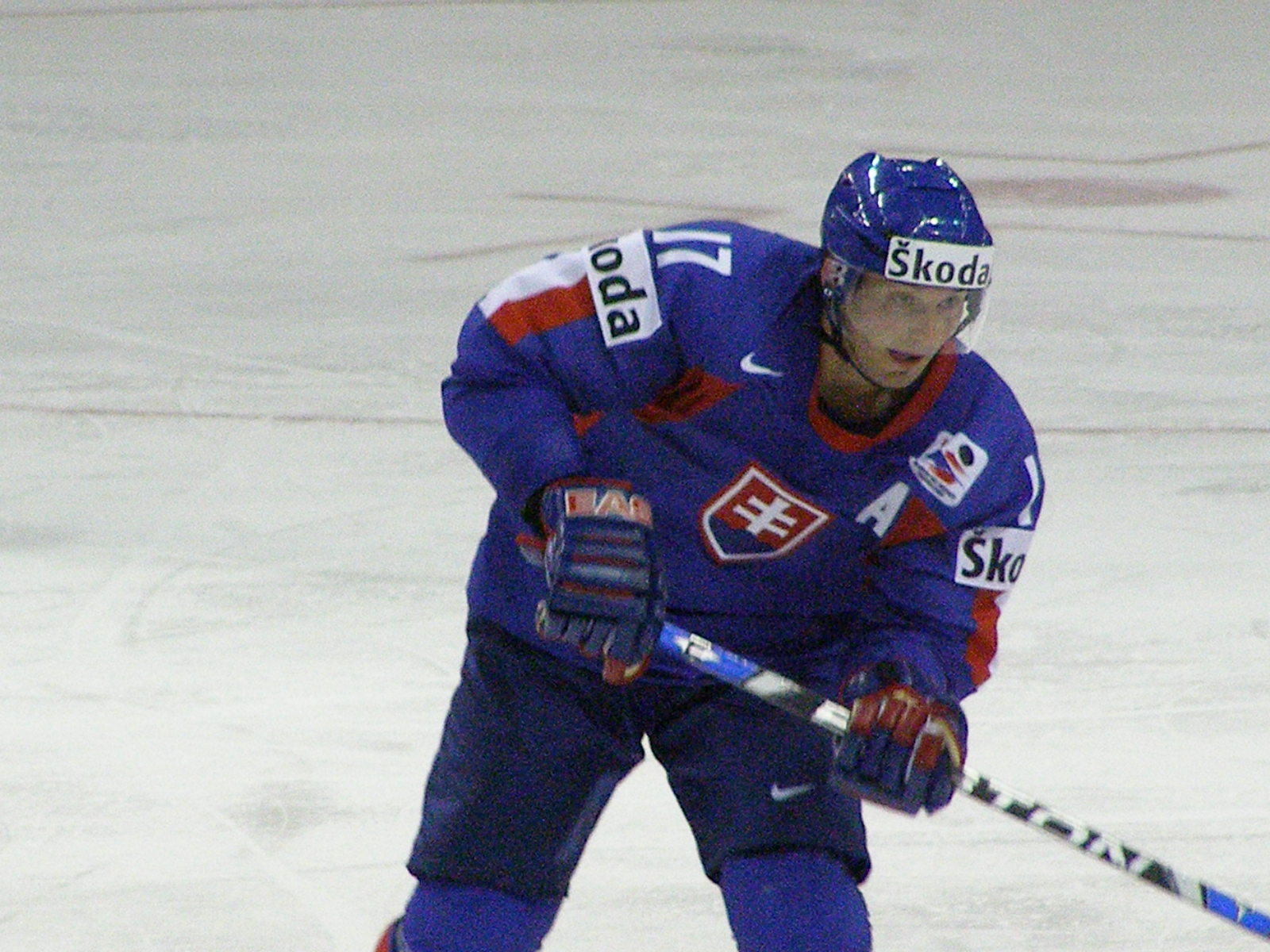
Ľubomír Višňovský i VM 2008.

Han lyckades även bra i NHL då han som mest gjorde 18 mål och 50 assist för totalt 68 poäng på 81 spelade matcher säsongen 2010-11 samt blev antagen till NHL All-Star Game 2007.

## Statistik

### Klubbkarriär
| 1994–95    | HC Slovan Bratislava | Slovak     | 36  | 11  | 10  | 21  | 10  | 9  | 1 | 3  | 4  | 2  |
| 1995–96    | HC Slovan Bratislava | Slovak     | 35  | 8   | 6   | 14  | 22  | 13 | 1 | 5  | 6  | 2  |
| 1996–97    | HC Slovan Bratislava | Slovak     | 44  | 11  | 12  | 23  | 20  | 2  | 0 | 1  | 1  | 2  |
| 1997–98    | HC Slovan Bratislava | Slovak     | 36  | 7   | 9   | 16  | 16  | 11 | 2 | 4  | 6  | 8  |
| 1998–99    | HC Slovan Bratislava | Slovak     | 40  | 9   | 10  | 19  | 31  | 10 | 5 | 5  | 10 | 0  |
| 1999–00    | HC Slovan Bratislava | Slovak     | 52  | 21  | 24  | 45  | 38  | 8  | 5 | 3  | 8  | 16 |
| 2000–01    | Los Angeles Kings    | NHL        | 81  | 7   | 32  | 39  | 36  | 8  | 0 | 0  | 0  | 0  |
| 2001–02    | Los Angeles Kings    | NHL        | 72  | 4   | 17  | 21  | 14  | 4  | 0 | 1  | 1  | 0  |
| 2002–03    | Los Angeles Kings    | NHL        | 57  | 8   | 16  | 24  | 28  | —  | — | —  | —  | —  |
| 2003–04    | Los Angeles Kings    | NHL        | 58  | 8   | 21  | 29  | 26  | —  | — | —  | —  | —  |
| 2004–05    | HC Slovan Bratislava | Slovak     | 43  | 13  | 25  | 38  | 40  | 14 | 2 | 10 | 12 | 10 |
| 2005–06    | Los Angeles Kings    | NHL        | 80  | 17  | 50  | 67  | 42  | —  | — | —  | —  | —  |
| 2006–07    | Los Angeles Kings    | NHL        | 69  | 18  | 40  | 58  | 26  | —  | — | —  | —  | —  |
| 2007–08    | Los Angeles Kings    | NHL        | 82  | 8   | 33  | 41  | 34  | —  | — | —  | —  | —  |
| 2008–09    | Edmonton Oilers      | NHL        | 50  | 8   | 23  | 31  | 30  | —  | — | —  | —  | —  |
| 2009–10    | Edmonton Oilers      | NHL        | 57  | 10  | 22  | 32  | 16  | —  | — | —  | —  | —  |
| 2009–10    | Anaheim Ducks        | NHL        | 16  | 5   | 8   | 13  | 4   | —  | — | —  | —  | —  |
| 2010–11    | Anaheim Ducks        | NHL        | 81  | 18  | 50  | 68  | 24  | 6  | 0 | 3  | 3  | 2  |
| 2011–12    | Anaheim Ducks        | NHL        | 68  | 6   | 21  | 27  | 7   | —  | — | —  | —  | —  |
| NHL totalt | NHL totalt           | NHL totalt | 771 | 117 | 333 | 450 | 335 | 18 | 0 | 4  | 4  | 2  |